# Eysturoy
Eysturoy (dánul: Østerø) Feröer második legnagyobb és egyben második legnépesebb szigete Streymoy után. Nevének jelentése Keleti sziget.

## Földrajz

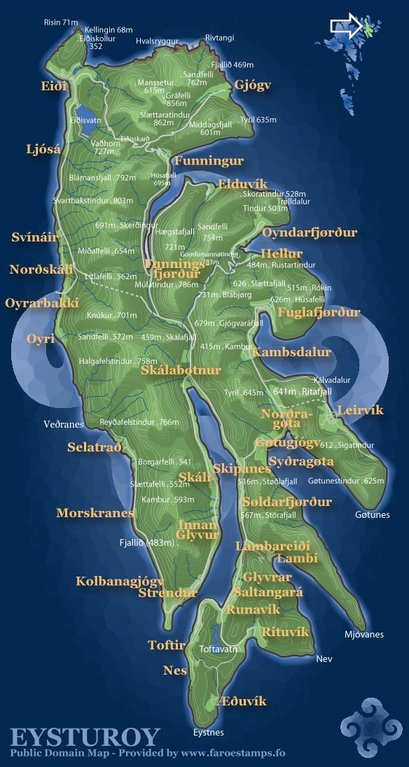
Eysturoy térképe

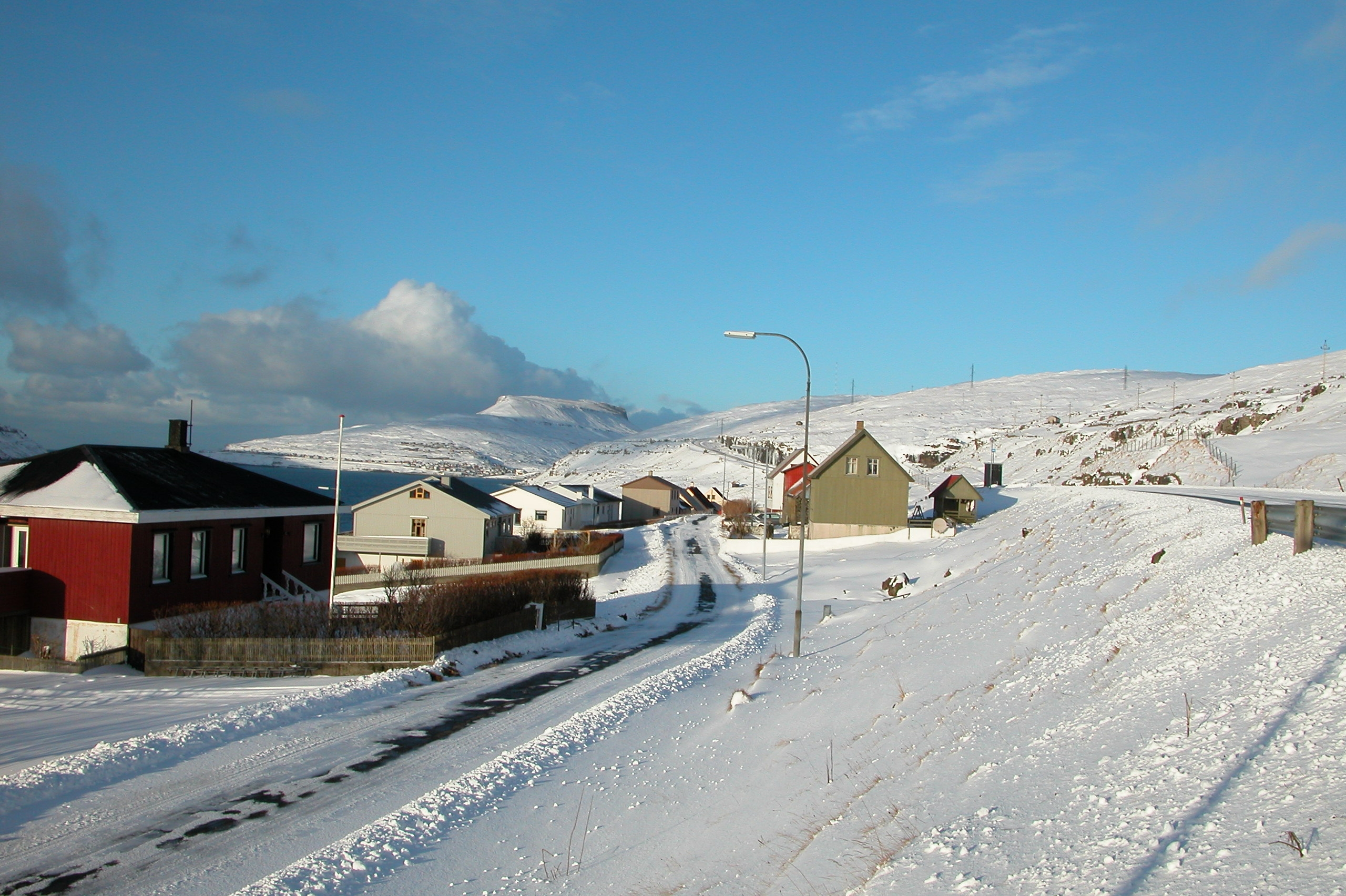
Ljósá télen

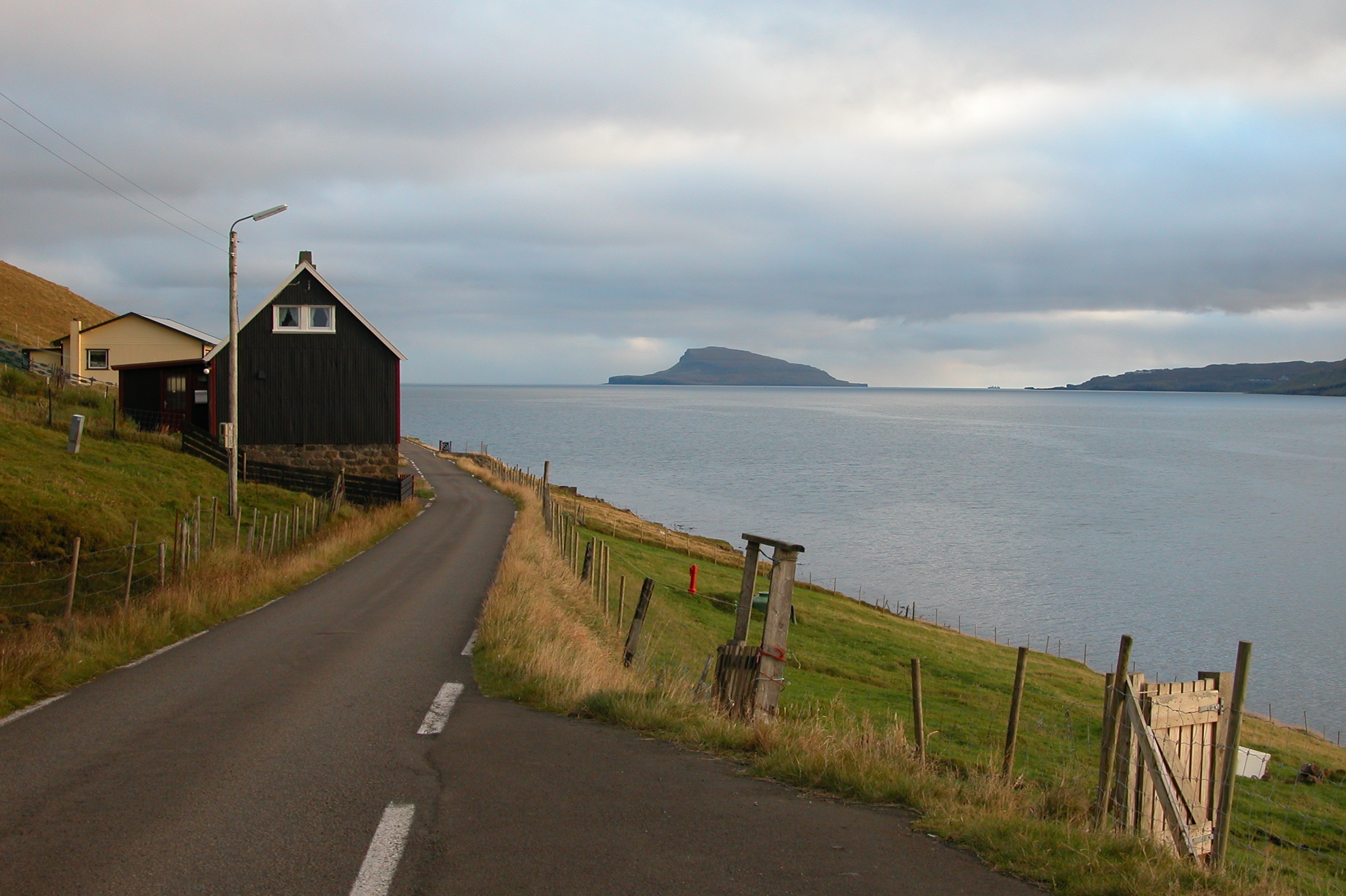
Morskranes Eysturoy délnyugati partján, a háttérben Nólsoy szigete

A sziget Feröer második legnagyobb szigete Streymoy után, amelytől a keskeny Sundini szoros választja el. A sziget déli része inkább sík, lapos, míg az északi részen magas hegyek, meredek sziklafalak és mély, zöldellő völgyek váltják egymást.
Területét számos fjord és öböl szabdalja, köztük déli irányból Feröer leghosszabb fjordja, a Skálafjørður, melynek partján az összeépülő települések az ország egyik legnagyobb agglomerációját alkotják. A keleti part nagyobb fjordjai északról délre a Funningsfjørður, az Oyndarfjørður, a Fuglafjørður és a Gøtuvík.
A szigeten 66 elkülöníthető csúcs található, köztük Feröer legmagasabb pontja, a 882 m magas Slættaratindur. Itt található a szigetcsoport negyedik legnagyobb tava, a Toftavatn.

### Élővilág
A sziget északi, északkeleti és délkeleti partjainak madárvilága nemzetközi jelentőségű. Évente mintegy 50 000 pár tengeri madár költ ezeken a területeken. A legjelentősebb fajok a lumma (11 100 egyed), a háromujjú csüllő (4600 pár), az atlanti vészmadár (2500 pár), az európai viharfecske (500 pár) és a fekete lumma (300 pár).
A szigeten jelen lévő vándorpatkány-állomány veszélyt jelent a fészkelő madarakra.

## Népesség
A sziget lakossága 10 778 fő (2015), ezzel a második legnépesebb Streymoy után. A legfontosabb települések Fuglafjørður északon, valamint Runavík és Nes délen.
| Év              | Lakosság |
| --------------- | -------- |
| 1986. január 1. | 10 082   |
| 1991. január 1. | 10 431   |
| 1996. január 1. | 9349     |
| 2001. január 1. | 10 229   |
| 2006. január 1. | 10 725   |

## Közlekedés
A szigetet a Sundini felett átívelő Streymin-híd köti össze Streymoyjal (ahol a főváros, Tórshavn is található), és azon keresztül alagúton át elérhető Vágar szigete és a Vágari repülőtér. A keleti parton fekvő Leirvíkből tenger alatti alagút, a 6300 m hosszú Norðoyatunnilin vezet a Borðoy szigetén található Klaksvík, a szigetcsoport második legnagyobb városa felé, amelyet 2006-ban adtak át.
Az autóbusz-hálózat kiterjedt mind a szigeten belül, mind közte és a többi sziget között.